# Paracomesoma hexasetosum
Paracomesoma hexasetosum är en rundmaskart som först beskrevs av Chhitwood 1937.  Paracomesoma hexasetosum ingår i släktet Paracomesoma, och familjen Comesomatidae. Inga underarter finns listade.